# 브로민화 암모늄
브로민화 암모늄(Ammonium bromide, 화학식: NH4Br)은 브로민화 수소산과 암모니아의 염이다.

## 제법
1. 암모니아 + 브로민화 수소
NH3 + HBr → NH4Br
2. 암모니아 + 브로민화 철 + 물
2NH3 + FeBr2 + H2O → 2NH4Br + FeO